# Biali ludzie (mitologia)
Biali ludzie, zimni ludzie, białe gnomy – demony słowiańskie z wierzeń ludowych na Mazurach, będące personifikacją chorób, przede wszystkim blednicy (bladaczki) lub malarii (zimnicy); spokrewnione z krasnoludkami i chobołdami.
Są to malutkie zwierzątka, wielkości mniej więcej łebka od szpilki, które całymi rotami przeciągają po lasach i przynoszą do zagród chorobę.
Zamieszkiwały przydrożne kałuże i wyżłobione koleiny, w uśpieniu czekając na swoje ofiary. Wdrapywały się na koła wozów. Stamtąd niepostrzeżenie wczepiały się w fałdy ubrań pasażerów. W nocy biali ludzie wchodzili przez usta i nos do brzucha.
Aby pozbyć się białych ludzi i wywołane przez nich choroby spożywano źdźbło starej miotły na kromce z masłem, pito napitki z okowity i suszonych oczu raka startych w moździerzu, chuchano w otwór wywiercony w drzewie i zatykano go kołkiem, mówiąc: zostań tam febro!